# Coppa Romolo Buni
La Coppa Romolo Buni fu il trofeo assegnato alla squadra campione nazionale di calcio nel Campionato Italiano di Prima Categoria 1908 e nel disconosciuto Campionato Italiano di Prima Categoria 1909. Venne per l’ultima volta data alla Pro Vercelli in quanto miglior squadra composta unicamente da italiani nella Prima Categoria 1909-1910. La coppa fu donata alla Federazione Italiana di Football da Romolo Buni, mecenate sportivo, ex campione ciclista professionista e presidente dell'US Milanese. La Coppa in questione già si disputava da qualche tempo, ma prima del 1908 non aveva la valenza di scudetto; per esempio nel 1907 fu vinta dalla succitata US Milanese

## Storia
La Federazione Italiana Football (FIF) decise nel 1908 di dividere il campionato nazionale in due competizioni parallele: uno federale, aperto anche agli stranieri, e uno italiano, riservato ai soli calciatori nostrani. Il Campionato Italiano avrebbe assegnato il tradizionale titolo di "Campione d'Italia" e alla squadra vincitrice sarebbe stata consegnata la Coppa Romolo Buni, mentre il Campionato Federale avrebbe assegnato il neonato titolo di "Campione Federale d'Italia" abbinato alla Coppa Spensley, in uso dal 1904 al 1907 per premiare i club campioni nazionali. Tale decisione fu emanata all'assemblea del 20 ottobre 1907 con il seguente ordine del giorno:
All'approvazione di tale ordine del giorno, la reazione degli esterofili Football Club fu veemente, sfociando addirittura nel boicottaggio di entrambe le competizioni. I Football Club, infatti, contestavano la sottrazione agli stranieri del diritto di competere per il titolo di "Campione d'Italia", attribuito al solo torneo italiano, e la loro relegazione nel torneo federale, ritenuto meno prestigioso nonostante la FIF stessa non avesse esitato, pur di convincere le squadre ritiratesi per protesta a cambiare idea, a definire il campionato federale "maggior gara" rispetto a quello italiano:
(Ordine del giorno della FIF)
Le squadre "spurie internazionali" non ritornarono però sui propri passi, anche per il fatto che persino il campionato federale presentava qualche limitazione per gli stranieri: la FIF stabilì che potevano parteciparvi coloro i quali avevano dimora fissa in Italia, cercando così di combattere il malcostume adottato dalle grandi società di ingaggiare per alcune partite giocatori stranieri dall'estero, specie se svizzeri. Le motivazioni dell'ostruzionismo dei grandi club contro la nuova politica autarchica della Federazione vanno inoltre ricercate nei timori che, se l'avessero accettata, essa sarebbe stata soltanto il primo passo verso la completa epurazione degli stranieri dal campionato. Delle 21 società che l'11 novembre 1907 si presentarono all'assemblea ordinaria della Federazione per le deliberazioni di rito, solo la Juventus, dei grandi club, era presente, mentre Milan, Torino e Genoa, per protesta, si assentarono.
Così riassumeva le assemblee federali che portarono a scindere in due il campionato il quotidiano torinese La Stampa:
(La Stampa del 2 dicembre 1907, p. 4)
La Coppa Romolo Buni per la stagione 1908 fu assegnata alla Pro Vercelli, campione italiano: neutralizzati i liguri dell'Andrea Doria, andando a vincere a Milano il 3 maggio sul campo dell'US Milanese i piemontesi riuscirono a conquistare il loro primo titolo tricolore.
Nella stagione 1909, invece, la Coppa Romolo Buni fu vinta dalla Juventus, vincitrice del Campionato italiano contro l'US Milanese. Tuttavia, quest'ultima vittoria non viene considerata dalla FIGC come uno "scudetto", e non viene citata nell'albo d'oro del campionato, al contrario del Campionato federale vinto sempre nello stesso anno dalla Pro Vercelli. La ragione di ciò è nel cambiamento della strategia di boicottaggio da parte dei Football Club: essi, infatti, disertarono il torneo italiano, mentre parteciparono in massa a quello federale, con l'obiettivo riuscito di costringere la FIF a riconoscere quest'ultimo come unico campionato valido.

## Albo d'oro
La Coppa Buni fu, negli anni 1906 e 1907, un trofeo nazionale secondario riservato a squadre composte esclusivamente da giocatori italiani. In queste edizioni la vittoria della coppa non era collegata al titolo di campione italiano.
Nel 1908 la FIF decise di assegnare il trofeo alla squadra vincitrice del campionato di Prima Categoria con l'annesso titolo di campione italiano, riservando il trofeo nuovamente alle squadre composte solamente da giocatori italiani. In tale veste il trofeo è stato vinto complessivamente due volte da due squadre diverse; tuttavia, solo la vittoria della Pro Vercelli nel 1908 è riconosciuta come ufficiale.

### Vincitori della Coppa Buni accessoria
- 1906:  US Milanese
- 1907:  US Milanese

### Vincitori del Campionato italiano di Prima Categoria
- 1908:  Pro Vercelli
- 1909:  Juventus (edizione disconosciuta dalla FIF)
- 1909-1910:  Pro Vercelli (titolo minore di "campione italiano")